# Fouad Ali El Himma
Fouad Ali El Himma (en arabe : فؤاد عالي الهمة), né le 6 décembre 1962 à Ben Guerir, est un homme politique marocain, ami intime du roi Mohammed VI et son conseiller depuis décembre 2011. 
Il bénéficie de la confiance du roi Mohammed VI , Il est décrit par la classe politique et la presse marocaine et internationale comme étant une personnalité extrêmement influente au sein du cabinet royal et au Maroc d'une manière plus globale,,.

## Biographie

### Jeunesse et origines
Natif de la ville ocre Ben Guerir en 1962, il est appelé pendant son enfance à rejoindre le Collège royal de Rabat pour former la classe du prince héritier Sidi Mohammed, fils du roi Hassan II, et futur roi du Maroc sous le nom de Mohammed VI. Pendant son adolescence, il devient proche de son camarade de classe Sidi Mohammed, ils poursuivent ensemble leurs études secondaires au Collège royal et obtiennent leur baccalauréat marocain en juin 1981. Ils poursuivent ensuite leurs études supérieures à la Faculté des sciences juridiques, économiques et sociales de Rabat où ils obtiennent une licence en droit en 1985. 
Fouad Ali El Himma obtient également de la même faculté une licence en droit comparé en 1986 ainsi que deux Certificats d'études supérieures (CES) en sciences politiques en 1988, et en sciences administratives en 1989. Il prépare entre-temps un mémoire de licence sur les finances des Collectivités locales et effectue un stage de neuf ans au sein du ministère de l'Intérieur de 1986 à 1995, aux côtés de l'homme fort du roi Hassan II, Driss Basri, ministre de l'Intérieur du Maroc de 1979 à 1999.
Il revient en 1992 à sa région natale pour se présenter en tant qu'indépendant aux élections communales et devient président du conseil municipal de Benguerir, il se présente ensuite sans étiquette politique aux législatives de 1993 et devient député des Skhour Rehamna (province d'El Kelâa des Sraghna) à la chambre basse marocaine.

### Haut responsable au ministère de l'intérieur
En octobre 1998, il est nommé chef du cabinet du prince héritier Sidi Mohammed par le roi Hassan II. Le 9 novembre 1999, trois mois après son intronisation, le roi Mohammed VI limoge l'homme fort de son père à l'Intérieur, Driss Basri, le remplace par Ahmed El Midaoui et nomme son confident et copain de classe Fouad Ali El Himma au poste du secrétaire d'État à l'Intérieur au sein du gouvernement el-Youssoufi I. Le 6 septembre 2000, il est reconduit dans ses fonctions dans le gouvernement el-Youssoufi II, et devient ensuite ministre délégué à l'Intérieur dans les gouvernements Jettou I et II de 2002 à 2007.
Cette décennie passée au sommet du ministère de l'Intérieur lui a permis de maîtriser les rouages de l'appareil politique marocain (Makhzen) et renforcer son pouvoir au sein de cette institution régalienne,,.

### L'ère du PAM
Le 7 août 2007, il démissionne de son poste de ministre délégué à l'Intérieur pour pouvoir se présenter aux législatives de 2007. Cette décision crée la polémique au sein de la classe politique marocaine et l'accuse de vouloir profiter de sa relation avec le roi et de son passage à l'Intérieur pour créer une nouvelle force politique. Le 7 septembre 2007, il réussit son pari et devient député de sa région natale (circonscription des Skhour Rehamna).
Il est aussitôt rejoint par d'autres députés au sein du parlement marocain, et créent sous la houlette de Fouad Ali El Himma, le « Mouvement de tous les démocrates », qui devient le 8 août 2008, le parti authenticité et modernité (PAM), par la fusion de cinq partis politiques : parti Al Ahd, parti de l'environnement et du développement, parti démocrate national, Alliance des libertés et parti initiative citoyenne pour le développement. 
Fouad Ali El Himma occupe le poste du secrétaire général adjoint, membre de la commission des relations publiques, tandis que la présidence du parti est confiée à l'ancien ministre de la Santé dans les gouvernements Jettou I et II, Mohamed Cheikh Biadillah.
Le 12 juin 2009, il est élu conseiller lors des élections communales de 2009 à Benguerir avant d'être élu à l'unanimité président du conseil municipal, il participa au rayonnement et au développement de la ville de Benguerir, notamment avec plusieurs projets lancés.

### El Himma après le printemps arabe
Lors des événements du printemps arabe qu'a connu le Maroc, il est décrié par le mouvement du 20 février par les slogans « El Himma dégage ». Le journaliste Ignace Dalle note que Fouad Ali El Himma est perçu par les manifestants « comme l'un des principaux animateurs d’un petit groupe d’affairistes qui a entrepris de faire main basse sur le Maroc au profit de la monarchie et de ses affidés ». Le 15 mai 2011, il démissionne de deux comités internes au parti authenticité et modernité . 
Six mois plus tard, son parti sort perdant aux élections législatives de novembre 2011 face à son rival islamiste, parti de la justice et du développement (PJD). Le 7 décembre 2011, il est nommé conseiller au Cabinet royal par le roi Mohammed VI, sa nomination est différemment interprétée au sein la classe politique.